# Andrée Brunet
Andrée Brunet, nata Joly (Parigi, 16 settembre 1901 – Boyne City, 30 marzo 1991), è stata una pattinatrice artistica su ghiaccio francese.
Ha vinto tre medaglie olimpiche, gareggiando nella disciplina a coppie con Pierre Brunet, suo marito dal 1929.

## Palmarès
Individuale femminile
| Evento                    | 1921 | 1922 | 1923 | 1924 | 1925 | 1926 | 1927 | 1928 | 1929 | 1930 |
| ------------------------- | ---- | ---- | ---- | ---- | ---- | ---- | ---- | ---- | ---- | ---- |
| Giochi olimpici invernali |      |      |      | 5°   |      |      |      | 11°  |      |      |
| Campionati francesi       | 1°   | 1°   | 1°   | 1°   | 1°   | 1°   | 1°   | 1°   | 1°   | 1°   |

Coppie con Pierre Brunet
| Evento                    | 1924 | 1925 | 1926 | 1927 | 1928 | 1929 | 1930 | 1931 | 1932 | 1933 | 1934 | 1935 |
| ------------------------- | ---- | ---- | ---- | ---- | ---- | ---- | ---- | ---- | ---- | ---- | ---- | ---- |
| Giochi olimpici invernali | 3°   |      |      |      | 1°   |      |      |      | 1°   |      |      |      |
| Campionati mondiali       |      | 2°   | 1°   |      | 1°   |      | 1°   |      | 1°   |      |      |      |
| Campionati europei        |      |      |      |      |      |      |      |      | 1°   |      |      |      |
| Campionati francesi       | 1°   | 1°   | 1°   | 1°   | 1°   | 1°   | 1°   | 1°   | 1°   | 1°   |      | 1°   |